# ياكوب هايمان
ياكوب هايمان (بالتشيكية: Jakub Hyman)‏ هو متسابق على الجليد بمزلاجة تشيكي، ولد في 16 أبريل 1984 في يابلونتس ناد نيسو في التشيك.

## وصلات خارجية
- ياكوب هايمان على موقع FIL (الإنجليزية)
- ياكوب هايمان على موقع اللجنة الأولمبية الدولية (الإنجليزية)
- ياكوب هايمان على موقع أوليمبيديا (الإنجليزية)
- ياكوب هايمان على موقع اللجنة الأولمبية التشيكية (التشيكية)